# Alcaim (califa abássida)
Alcaim (em árabe: القائم, lit. 'Al-Qa'im') foi o califa abássida entre 1031 e 1075. Ele era filho do califa anterior Alcadir. 

## História
Durante a primeira metade do longo reinado de Alcaim, não se passou um dia na capital sem que houvesse algum tipo de tumulto. Frequentemente a cidade passava períodos sem governo, pois o governante buída era obrigado a fugir para salvar a vida. E, neste ínterim, os seljúcidas apareceram.
Tugril conquistou a Síria, a Armênia e lançou seus olhos em Bagdá, justamente num momento em que a capital agonizava em rompantes de violência e fanatismo entre xiitas (os buídas) e sunitas (os turcos e a população). Com a desculpa de que estava a caminho de Meca para realizar a haje, Tugril entrou no Iraque com uma grande força militar. Assegurando o califa de suas intenções pacíficas e assumindo a sua subserviência à sua autoridade, ele implorou permissão para visitar a capital. Os turcos e os buídas eram contra, mas Tugril foi reconhecido como sultão pelo califa nas orações públicas. Dias depois, o próprio Tugril - tendo jurado ser fiel não apenas ao califa, mas também ao líder buída, Maleque Raim, entrou triunfalmente em Bagdá e foi bem recebido tanto pelos governantes quanto pelo povo. 
Em 1058, em Barém, uma disputa sobre a leitura da khutba em nome de Alcaim entre os membros da tribo Abedal Cais e os milenaristas ismaelitas chamados carmatas causou uma revolta liderada por Abu Albalul Alauã que derrubou o governo carmata e resultou no colapso completo do reino em al-Hasa em 1067.

## Influência
Durante o reinado de Alcaim e no de seu pai, a literatura, especialmente a literatura persa, floresceu sob o patrocínio dos buídas. o filósofo persa (de Sogdiana) al-Farabi morreu em 950; Almutanebi, reconhecido no oriente como sendo o maior dos poetas árabes, em 965; e, o maior de todos, o iraniano Abul Ali Huceine ibne Abedalá ibne Sina (Avicena), em 1037.